# Frankfort (Kentucky)
Frankfort é a capital do estado norte-americano do Kentucky e sede do condado de Franklin. Foi fundada em 1786 e incorporada em 28 de fevereiro de 1835.

## Geografia
De acordo com o United States Census Bureau, a cidade tem uma área de 39 km², dos quais 38,2 km² estão cobertos por terra e 0,8 km² por água.

## Demografia
Segundo o censo nacional de 2010, a sua população é de 25 527 habitantes e sua densidade populacional é de 654,2 hab/km². É a 14ª cidade mais populosa do Kentucky. Possui 12 938 residências que resulta em uma densidade de 348,8 residências/km².

## Transportes
- Aeroporto da capital (Kentucky)

## Marcos históricos
A relação a seguir lista as 48 entradas do Registro Nacional de Lugares Históricos em Frankfort. Os primeiros marcos foram designados em 11 de março de 1971 e o mais recente em 7 de dezembro de 2020. Aqueles marcados com ‡ também são um Marco Histórico Nacional.
- Andrew Trumbo Log House
- Archeological Site 15 Fr 34
- Archeological Site 15 FR 368
- Arrowhead (Condado de Franklin, Kentucky)|Arrowhead
- Beeches
- Blanton-Crutcher Farm
- Brown-Henry House
- Capitólio Estadual do Kentucky
- Central Frankfort Historic District
- Chapel on the Forks
- Charles Patterson House
- Col. R. T. P. Allen House
- Colored Soldiers Monument in Frankfort
- Confederate Monument in Frankfort
- Corner in Celebrities Historic District
- Dills Site
- E. E. Hume Hall
- Frankfort Barracks District
- Frankfort Cemetery and Chapel
- Frankfort Commercial Historic District
- Frankfort Greenhouses
- Frankfort Storage Building-Armory
- George F. Berry House
- George T. Stagg Distillery‡
- Giltner-Holt House
- Glen Willis
- Gooch House
- Gov. Charles S. Morehead House
- Jackson Hall, Kentucky State University
- Kentucky Governor's Mansion
- Kentucky State Arsenal
- Knight-Taylor-Hockensmith House
- Labrot & Graham Distillery‡
- Liberty Hall‡
- Old Governor's Mansion
- Old Statehouse‡
- Old Statehouse Historic District
- Old Stone Tavern
- Old Taylor Distillery
- Old U.S. Courthouse and Post Office
- Point Breeze
- Rev. Jesse R. Zeigler House
- Risk Brothers Site
- Robert Todd Summer Home
- Scotland (Frankfort, Kentucky)|Scotland
- South Frankfort Neighborhood Historic District
- Stewart Home School
- Valley Farm Ruins